# Familien Flanders
Familien Flanders er en meget kristen familie i byen Springfield.
Familien medvirker i den animerede komedie serie The Simpsons.
Familien er nabo til familien Simpsons, som er "hovedfamilien" i kultserien.

## Nedward Flanders
Han er Simpson-familiens kristne nabo i The Simpsons. Han har en stor frygt for jøder/jødedommen og andre ikke-kristne religioner.
Ned Flanders bruger tit fjolleord (diddeli, duddeli osv.), for at undertrykke had og raseri. Han er hadet intenst af Homer Simpson, der sågar har skrevet en sang med titlen Everybody Hates Ned Flanders. Han har sønnerne Rod og Todd, men er enkemand, efter at hans kone Maude døde i et tragisk uheld, der involverede Homer, et stadion og en t-shirt-kanon.
Grunden til navnene Rod, Todd og Maude er valgt til hans familiemedlemmer er, at de alle rimer på det engelske ord for Gud God. Han tror især på, at man skal "vende den anden kind til" – omend det er svært med Homer som nabo.
Ned's kropsbygning er udadtil normal, han ligner en ganske almindelig mand, når han er iført sin grønne sweatshirt, men når han først smider blusen, har han en bodybuilders overkrop. Han har et stort overskæg, som han meget nødigt barberer af.
Ned er en meget venlig nabo, der altid gerne hjælper familien Simpson og især låner ting ud til Homer, ting han yderst sjældent ser igen.
Ned er enormt stor fan af The Beatles, og har et hemmeligt rum med en masse Beatles-merchandise i, bl.a. de berømte jakkesæt, som The Beatles havde på, under deres første tv-optræden, på The Ed Sullivan Show. Da Flanders af Marge bliver spurgt, hvorfor han er så stor fan af Beatles, svarer Flanders at det jo er fordi de "var større end Jesus!"
I et afsnit hvor Springfield bliver hærget af en orkan, bliver famillien Flanders hus – som det eneste – jævnet med jorden. Ned kan absolut ikke forstå det og er sikker på at det er Gud som straffer ham. Da Homer, sammen med resten af byen, genopbygger hans hus, bliver han imidlertid meget glad, indtil han finder ud af at huset knap kan stå under sin egen vægt og ydermere er så dårligt konstrueret, at det ikke er til at komme ind i mange af husets værelser. Det ender dog også med, at huset falder sammen lige efter indvielsen. Dette får Ned til at bryde ud i et raserianfald, der får ham til at skælde hele byen ud over deres uduelighed til at bygge et hus ordenligt, efter dette indlægger han sig selv på en psykiatrisk afdeling, hvor man får at vide hvad grunden til hans altid gode humør er.
I et andet afsnit går der ild i familiens Simpsons hus. Ilden spreder sig til Flanders' hus. Flanders' hus bliver dog reddet af en lillebitte regnsky, der tilfældigvis dukker op lige over huset, dette skal ses som en gestus fra Gud, da familien Flanders er gode kristne. 
I en af The Simpsons halloween special blev det "afsløret" at han i virkeligheden var djævelen, fordi han fik Homer Simpson til at sælge sin sjæl for en doughnut. Da Homer nægter at give sin sjæl til ham, skal han op imod ham i retten hvor døden er dommer. Det ender med at Marge finder et billede hvor Homer har skrevet bag på at hans sjæl for evigt vil være Marges, og Homer vinder. Dette holdt dog kun i denne episode. I en anden af Halloween special blev Ned forvandlet til en varulv og derefter ved et uheld kørt over af Marge Simpson som tror hun har dræbt ham. Familien Simpson får sig narret ud af det ved at lade det se ud som om Flanders har fået et hjerteanfald hjemme hos sig selv. Efter begravelsen viser det sig at da han er en varulv, kan han ikke dø, og begynder at jagte Familien Simpson fordi de kørte ham over.
Ned Flanders' stemme er indtalt af Harry Shearer, der også lægger stemme til blandt andre Lovejoy.

## Maude Flanders
Hun er Ned Flanders' afdøde kone.
Maude optræder i amerikanske tegnefilmserie The Simpsons hvor hun er mor til to børn ved navn Rod og Todd Flanders. Hun var gift med Ned Flanders, men døde ved at falde ud over en tribune under et racerløb, efter at blive skudt ned af en t-shirt maskine.

## Rod og Todd Flanders
De er begge sønner af Ned Flanders. De er meget religiøst opdraget af deres far.
De er bange for alt, hvad der er den mindste lille smule farligt. Når børnene leger, har deres lege altid et religiøst motiv, eksempelvis kan en af deres lege gå ud på at genskabe Jesu fødsel.
De ser heller ikke så meget fjersyn, fordi, at deres far har blokeret alle ikke-religiøse tv-kanaler.
Der var dog engang, hvor at Bart og Lisa flyttede ind pga. for dårlige hjemforhold, der så de et afsnit af Itchy og Scratchy.
Det blev de så traumatiserede af, at de troede at de skulle gøre som dem.